# Parque provincial Parque Azul
El parque provincial Parque Azul es un área natural superpuesta con el sector norte de la región protegida del Río Azul - Lago Escondido, en el suroeste del departamento Bariloche, en la patagonia argentina. Desde el punto de vista fitogeográfico, corresponde a la ecorregión del bosque andino patagónico.

## Características generales
El parque provincial Parque Azul fue creado mediante la ley provincial n.º 3795 del año 2003, sobre una superficie de unas 10 000 ha. incluida en su totalidad dentro del área protegida Río Azul - Lago Escondido. El objetivo de creación fue destinar esta zona a actividades turísticas y recreativas.
El instrumento legal de creación establece los hitos geográficos que definen el polígono del área protegida. Entre ellos, se encuentran las cumbres de los cerros Ventisquero (2298 m s. n. m., Pirámide (2044 m s. n. m.) y Venzano (2294 m s. n. m.) y la costa oeste del lago Escondido.
Una publicación del INTA (Instituto Nacional de Tecnología Agropecuaria) del año 2011 informa que la superficie real del parque es de algo menos de 7000 ha. y que su gestión es responsabilidad de la institución provincial  Consejo de Ecología y Medio Ambiente (CODEMA).

## Flora y fauna
Parque Azul se superpone con el sector norte del área protegida Río Azul - Lago Escondido, por esta razón no ha sido objeto de relevamientos específicos de su patrimonio de flora y fauna que produzcan información diferenciada con respecto a la región en la cual está incluido.